# Sorsk
Sorsk – miasto w Federacji Rosyjskiej w Republice Chakasji. Położone nad rzeką Sorą w odległości 145 km od Abakanu. Założony w latach 40. Prawa miejskie od 1966.
przemysł – zakłady przeróbki molibdenu, produkcja silkatu.